# Amemboa
Amemboa is een geslacht van wantsen uit de familie van de Gerridae (schaatsenrijders). Het geslacht werd voor het eerst wetenschappelijk beschreven door Teiso Esaki in 1925.

## Soorten
Het genus bevat de volgende soorten:

- Amemboa aquafrigida Zettel & Chen, 1997
- Amemboa armata J.Polhemus & Andersen, 1984
- Amemboa bifurcata Basu, Subramanian & D.Polhemus, 2014
- Amemboa brevifasciata Miyamoto, 1967
- Amemboa burmensis J.Polhemus & Andersen, 1984
- Amemboa cambodiana D.Polhemus, 2017
- Amemboa cristata J.Polhemus & Andersen, 1984
- Amemboa dentata J.Polhemus & Andersen, 1984
- Amemboa esakii J.Polhemus & Andersen, 1984
- Amemboa fumi Esaki, 1925
- Amemboa heissi Zettel, 2002
- Amemboa horvathi Esaki, 1926
- Amemboa incurvata J.Polhemus & Andersen, 1984
- Amemboa intermedia Zettel & Chen, 1996
- Amemboa javanica Lundblad, 1933
- Amemboa keira Gupta, 1982
- Amemboa kumari (Distant, 1910)
- Amemboa lannae J.Polhemus & Andersen, 1984
- Amemboa laotica Zettel, 1998
- Amemboa lyra (Paiva, 1918)
- Amemboa mahananda Basu, Subramanian & D.Polhemus, 2014
- Amemboa mathildae Zettel, 1995
- Amemboa pervati Pradhan, 1952
- Amemboa philippiensis J.Polhemus & Andersen, 1984
- Amemboa prostata J.Polhemus & Andersen, 1984
- Amemboa riparia J.Polhemus & Andersen, 1984
- Amemboa schwendingeri Zettel & Chen, 1997
- Amemboa speciosa J.Polhemus & Andersen, 1984